# Phthona nigrita
Phthona nigrita är en tvåvingeart som först beskrevs av Speiser 1905.  Phthona nigrita ingår i släktet Phthona och familjen lusflugor. Inga underarter finns listade i Catalogue of Life.